# Hot (Album)
Hot ist das erste Studioalbum der rumänischen Sängerin Inna. Es wurde in Polen am 4. August 2009 und in Russland am 22. September 2009 von ihrem rumänischen Label Roton Records veröffentlicht. Das Album stieg im August 2009 in die polnischen Albumcharts (Platz 28) und im Februar 2010 in die tschechischen Albumcharts (Platz 7) ein. Die Standardedition enthält 11 Lieder, wohingegen die rumänische Version 14 Titel enthält, darunter den neu aufgenommenen Song 10 Minutes. Der Track war dann auch Teil des Albumrereleases in diversen Ländern im Frühjahr 2010. Nach der Debütsingle Hot und den nachfolgenden Singles Love, Amazing sowie dem Song Déjà Vu (feat. Bob Taylor), wurde schließlich 10 Minutes als fünfte Single des Albums veröffentlicht. In Frankreich und Großbritannien wurde zudem der Titel Sun Is Up als sechste Single aus Hot ausgekoppelt, während dieser Song in anderen Ländern die erste Auskopplung aus Innas zweitem Album I Am the Club Rocker war.

## Veröffentlichung
Hot wurde zunächst in Polen über Roton Records am 4. August 2009 veröffentlicht, gefolgt von Russland am 22. September 2009. In der Tschechischen Republik veröffentlichte Universal Music eine 17-Track-Edition von Hot am 22. Februar 2010, welche den neuen Song 10 Minutes und Remixes der Hitsingles Hot, Love und 10 Minutes enthielt. Der Veröffentlichungstermin in Rumänien wurde mehrmals nach hinten verschoben, zunächst von August auf November 2009, dann auf Frühjahr 2010. Inna und ihre Produzenten Play & Win begründeten dies damit, dass das Album perfekt werden sollte und sie neue Songs hinzufügen müssten, um das beste Album des Jahres abzuliefern. Letztendlich wurde das Album dort im März 2010 veröffentlicht und enthielt sowohl den Radio Edit als auch den Club-Remix von 10 Minutes und die U.S.-Version von Hot als neue Titel. Später wurde das Album in den Niederlanden, in Belgien, in Frankreich, in Spanien und Deutschland wegen des großen Erfolgs von Hot und Amazing veröffentlicht, welche beide in mehrere europäische Charts einstiegen. Die spanische Version des Albums enthält den Bonustrack Un Momento, eine Kollaboration mit dem spanischen Produzenten und DJ Juan Magán.
Vor Weihnachten 2010 wurde in Frankreich eine "CD+DVD Sammleredition" des Albums, genannt Very Hot, veröffentlicht. Diese enthält Remixes von Hot und Love ebenso wie Innas Weihnachtssong I Need You for Christmas, welcher von Play & Win geschrieben und produziert wurde und von Roton Records in Rumänien bereits ein Jahr zuvor veröffentlicht worden war. Die Edition enthält weiterhin eine DVD mit allen Musikvideos von Inna. 2011 wurde das Album erneut re-released und enthielt I Need You For Christmas und den neuen Song Sun Is Up.
Am 5. Juni 2011 wurde Hot in Großbritannien inklusive Sun Is Up, Un Momento und Remixes von Hot, Amazing, Déjà Vu und 10 Minutes veröffentlicht.
Das rumänische Albumcover wurde von Innas Fans bestimmt, welche ihr Lieblingscover aus fünf auswählen konnten. Innas Labels veröffentlichten jede neue Edition von Hot mit einem neuen Cover.

## Titelliste
Hier ist nur die Titelliste der Standardedition von 2009 aufgeführt, die weiteren Editionen enthalten weitere Songs und Remixes, teilweise in anderer Reihenfolge.
| #   | Titel                      | Dauer |
| --- | -------------------------- | ----- |
| 1.  | Hot                        | 3:38  |
| 2.  | Love                       | 3:40  |
| 3.  | Nights & Days              | 3:23  |
| 4.  | Fever                      | 3:26  |
| 5.  | Left Right                 | 4:29  |
| 6.  | Amazing                    | 3:25  |
| 7.  | Don’t Let the Music Die    | 3:36  |
| 8.  | On & On                    | 4:39  |
| 9.  | Ladies                     | 5:08  |
| 10. | Déjà Vu (feat. Bob Taylor) | 4:20  |
| 11. | On & On (Chillout Mix)     | 4:00  |

## Kommerzieller Erfolg

### Chartplatzierungen
Hot stieg am 31. August 2009 auf Platz 28 der polnischen Albumcharts ein und konnte sich zwei Wochen in den Charts halten.
In den tschechischen Albumcharts war das Album ein großer Erfolg, es stieg bis auf Platz sieben und konnte sich insgesamt 17 Wochen (mit Unterbrechungen) in den Charts halten. In den Niederlanden stieg Hot am 1. Mai 2010 in die Albumcharts auf Platz 69 ein; insgesamt war das Album hier mit Unterbrechungen zwölf Wochen in den Charts. Nach dem großen Erfolg in den französischen Top 100-Singlecharts mit den Singles Hot und Amazing, erreichte das Album die Top 200 der französischen Albumcharts am 19. Juli 2010, dort stieg es bis auf Platz 9. In den mexikanischen Albumcharts stieg das Album am 15. März 2011 auf Platz 58 ein. Die beste Platzierung war hier Platz 54. In Großbritannien, erreichte Hot Platz 32 der britischen Albumcharts am 18. Juni 2011, während es gleichzeitig die britischen Dance-Albumcharts anführte und in den Album-Downloadcharts auf Platz neun war.
| ChartsChartplatzierungen     | Höchstplatzierung | Wochen |
| ---------------------------- | ----------------- | ------ |
| Schweiz (IFPI)               | 57 (3 Wo.)        | 3      |
| Vereinigtes Königreich (OCC) | 32 (2 Wo.)        | 2      |

### Auszeichnungen für Musikverkäufe
| Land/Region       | Auszeichnungen für Musikverkäufe (Land/Region, Auszeichnung, Verkäufe) | Verkäufe |
| ----------------- | ---------------------------------------------------------------------- | -------- |
| Frankreich (SNEP) | Platin                                                                 | 100.000  |
| Insgesamt         | 1× Platin ·                                                            | 100.000  |